# 11612 Obu
11612 Obu este un asteroid din centura principală de asteroizi.

## Descriere
11612 Obu este un asteroid din centura principală de asteroizi. A fost descoperit pe 21 decembrie 1995 la Kuma Kogen de Akimasa Nakamura. El prezintă o orbită caracterizată de o semiaxă mare de 2,90 ua, o excentricitate de 0,17 și o înclinație de 7,2° în raport cu ecliptica.